# Montaubion
Montaubion (toponimo francese) è una frazione del comune svizzero di Jorat-Menthue, nel Canton Vaud (distretto del Gros-de-Vaud).

## Storia
È stato frazione del comune di Montaubion-Chardonney fino al 2011, quando questo è stato accorpato agli altri comuni soppressi di Peney-le-Jorat, Sottens, Villars-Mendraz e Villars-Tiercelin per formare il nuovo comune di Jorat-Menthue.